# Słubice
Pour les articles homonymes, voir Słubice (homonymie).

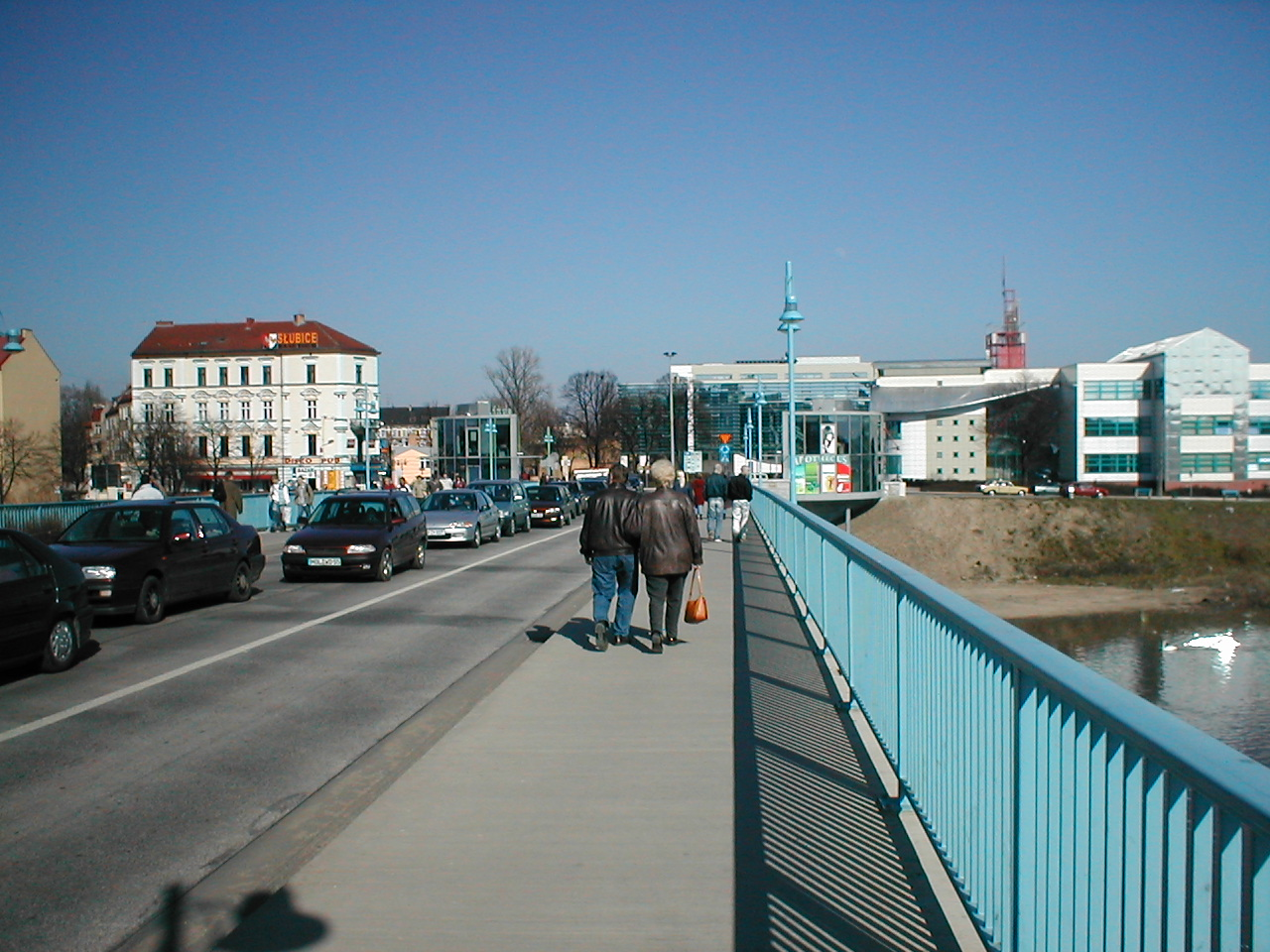
Pont sur l’Oder, vue sur Słubice depuis Francfort-sur-l'Oder.

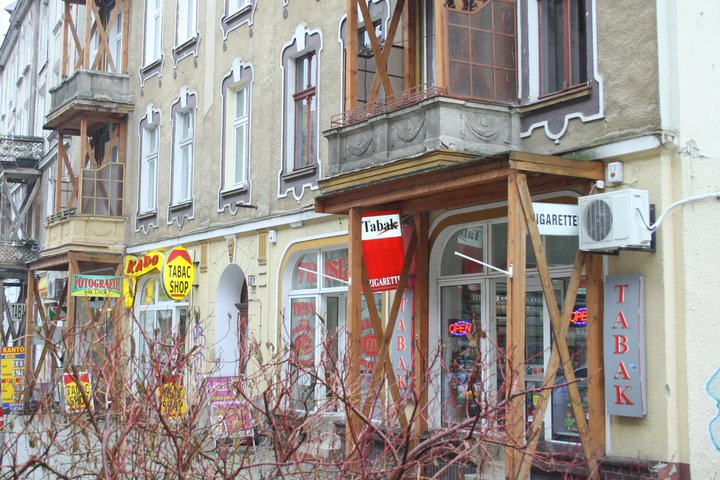
La rue Jedności Robotniczej, surnommée "Zigarettenstraße", "rue des Cigarettes"

Słubice [swuˈbiʦɛ] est une ville de Pologne située sur l’Oder dans la voïvodie de Lubusz, à la frontière germano-polonaise.
Elle compte 18 148 habitants en 2011 répartis sur une superficie de 19,2 kilomètres carrés.
Jusqu'en 1945, Słubice constituait le faubourg oriental de Francfort-sur-l'Oder, à laquelle elle est aujourd'hui reliée par un pont sur l'Oder appelé Stadtbrücke en allemand. À Słubice se trouve le centre universitaire germano-polonais Collegium Polonicum.
La ville est la capitale administrative de la powiat de Słubice et le chef-lieu de la Gmina Słubice.

## Histoire

### Avant 1945
Le territoire où s'étend aujourd'hui la ville de Słubice est intégré à la ville de Francfort-sur-l'Oder en 1253 : jusqu'à la fin de la Seconde Guerre mondiale, le faubourg de la rive droite de l'Oder était alors appelé Dammvorstadt.

### Occupation par l'Armée rouge
Le 19 avril 1945 à 5 h 29, les derniers soldats allemands encore présents sur les lieux firent sauter le pont sur l'Oder pour couvrir leur retrait, coupant ainsi le téléphone et les conduites de gaz et d'eau. La 129e division de tirailleurs de la 33e armée soviétique put occuper sans rencontrer de résistance le faubourg de la rive droite, les forces de la Wehrmacht étant déjà isolées.
La Pologne aurait voulu acquérir la ville de Francfort tout entière, jugeant absurde de la couper en deux ; c'est pourquoi l'administration polonaise considéra dans un premier temps que le terme de Słubice désignait toute l'agglomération. Le 2 mai 1945, 17 fonctionnaires, 5 ouvriers et 28 policiers armés arrivèrent sur place avec le dessein d'établir une administration polonaise. On choisit comme siège de l'administration une maison de la Friedrichstraße, au numéro 10 (plus tard ul. Armii Czerwonej puis, à partir de 1950, ul. Jednosci Robotniczej 12). Le 4 mai, l'armée soviétique construisit un pont provisoire conduisant de la Lebuser Mauerstrasse au Prinzenufer.
Le 20 mai, l'hôtel du Lion d'or, le bâtiment le plus vieux du faubourg, fut la proie des flammes. Cette construction de 1601 se trouvait à l'emplacement de l'actuel Collegium Polonicum.

### Évacuation de la population allemande
À partir du 8 mai 1945, les premiers Allemands revinrent dans le faubourg. Le 15 mai, le premier document officiel mentionnant le nom de Słubice fut édité et le même jour, un avis polonais officiel ordonna l'évacuation de la ville.
Henryk Jastrzebski, installé depuis le 24 mai comme staroste, décida que les Allemands du faubourg devaient être expulsés au plus tard le 15 ou 16 juin (d'après un rapport polonais, 8 000 Allemands et seulement 80 Polonais vivaient alors sur le territoire de Słubice, sans qu'on sache exactement jusqu'où il s'étendait). En tout, 3 640 Allemands furent chassés (officiellement seuls cinq Allemands et sept Juifs restèrent, mais le nombre exact fut sans doute plus élevé).

### Autonomisation
Dès le 30 juin 1945, le faubourg de Słubice fut de nouveau approvisionné en courant grâce à un câble spécialement installé.
En juillet, les troupes soviétiques procédèrent à des démontages massifs dans les entreprises de Słubice. Le 2 août, la scission de la ville fut entérinée lors de la conférence de Potsdam. Dès le 28 août une conduite d'eau au-dessus de l'Oder rendit possible l'approvisionnement de Słubice. Le 10 octobre, les rues furent rebaptisées avec des noms polonais, dont beaucoup changèrent d'ailleurs plusieurs fois par la suite. Dès le 12 octobre, l'année scolaire commença officiellement à Słubice pour 120 élèves.
Le 13 mars 1946, les soldats soviétiques quittèrent la ville.

## XXIesiècle

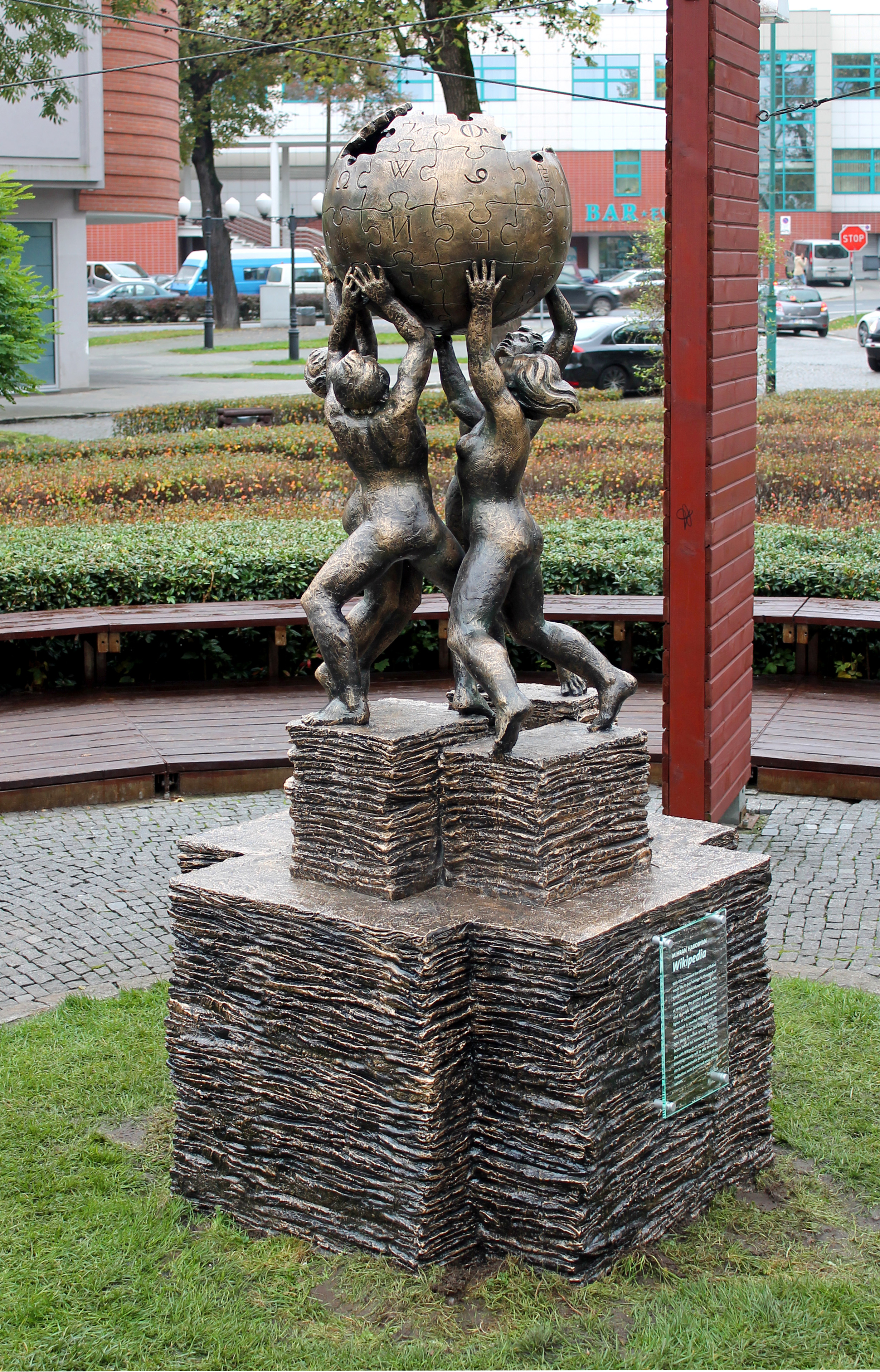
Monument à Wikipédia.

La nouvelle gare ferroviaire fut mise en service en 2003.
Le 10 janvier 2007, le bazar (marché) a totalement brûlé. Les pompiers polonais ont été aidés dans leur lutte contre le feu par leurs collègues allemands. Comme l'incendie s'était déclaré le soir, après la fermeture, il n'y eut à déplorer que des dégâts matériels, mais ils étaient considérables. La reconstruction du marché s'est achevée en 2011.
Sur une proposition (vers 2010) de Krzysztof Wojciechowski (pl) du Collegium Polonicum (pl), la municipalité a fait ériger un monument sur la place de Francfort (plac Frankfurcki), inauguré le 22 octobre 2014, en l’honneur de l’encyclopédie en ligne collaborative Wikipédia, « en hommage à tout un travail communautaire, réalisé de manière désintéressée pour le bien des autres » et aussi dans l'espoir qu'il devienne un emblème de la ville et une attraction touristique. Il s'agit d'une statue de deux mètres de hauteur, créée par Mihran Hakobyan, un jeune artiste local. Elle représente quatre personnages nus, deux femmes et deux hommes, portant la sphère incomplète constituée de pièces de puzzle qui est le logotype de Wikipédia.

## Économie

### Commerce frontalier
Les visiteurs allemands viennent le plus souvent de Francfort-sur-l’Oder, du Brandebourg voisin, et même de Berlin, notamment pour faire des achats à des prix plus avantageux au « Bazar », ou dans la rue ul. Jedności Robotniczej, (surnommée Zigarettenstraße, la rue des Cigarettes), ainsi que pour faire le plein de carburant. La prostitution s'y est également développée, les maisons closes de la ville bénéficiant de la fréquentation des Allemands de passage.

### Transports
La ville de Słubice est desservie par la sortie  1 Świecko de l'autoroute A2.

## Relations internationales

### Jumelages
La ville a signé des jumelages ou des accords de coopération avec :
- Francfort-sur-l'Oder (Allemagne), depuis 1975 ;
- Tijuana (Mexique), depuis 1998 ;
- Heilbronn (Allemagne), depuis 1998 ;
- Yuma (Arizona) (États-Unis), depuis 2000 ;
- Shostka (Ukraine), depuis 2008 ;
- Elektrėnai (Lituanie), depuis 2010 ;
- La Paz (Basse-Californie du Sud) (Mexique), depuis 2013.

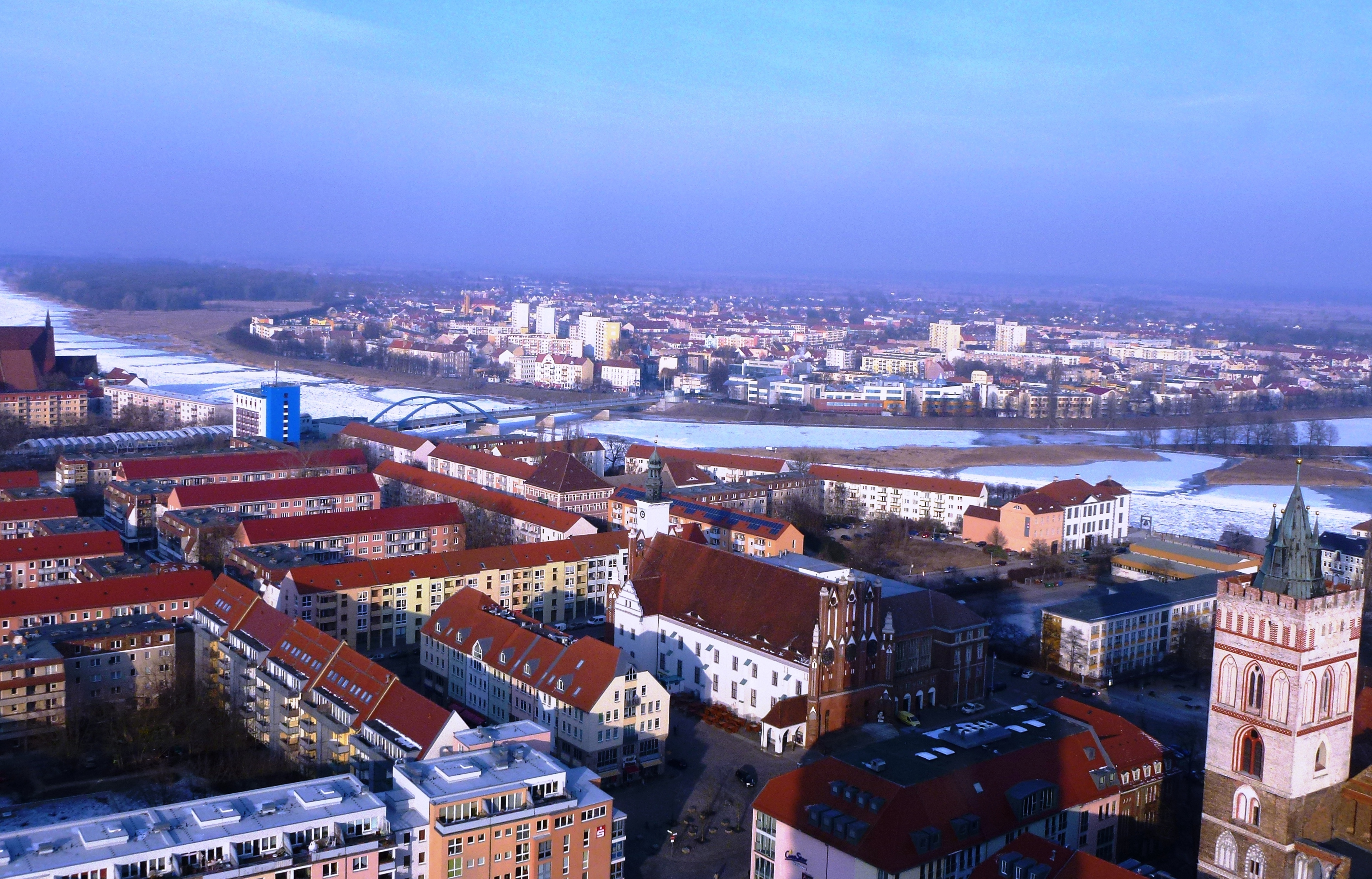
Słubice, vue depuis Francfort-sur-l'Oder.